# Delphinium gypsophilum
Delphinium gypsophilum är en ranunkelväxtart. Delphinium gypsophilum ingår i släktet storriddarsporrar, och familjen ranunkelväxter.

## Underarter
Arten delas in i följande underarter:
- D. g. gypsophilum
- D. g. parviflorum